# Uncharted 4: A Thief’s End
Uncharted 4: A Thief’s End (в России официально издаётся под названием «Uncharted 4: Путь вора») — компьютерная игра в жанре action-adventure с видом от третьего лица, разработанная студией Naughty Dog и изданная Sony Computer Entertainment. Является продолжением игры Uncharted 3: Drake’s Deception и завершающей частью приключений Нейтана Дрейка.
Игра была анонсирована 14 ноября 2013 года и первоначально над ней работала команда разработчиков Uncharted 3: Drake’s Deception во главе с Эми Хенниг, однако весной 2014 года её сменили авторы прошлого хита студии, The Last of Us. Uncharted 4: A Thief’s End стал первым проектом Naughty Dog, который разрабатывался непосредственно для консоли восьмого поколения. Новые возможности игровой приставки позволили студии значительно улучшить графику и анимацию персонажей, а также внести существенные изменения в геймплей. Релиз игры состоялся 10 мая 2016 года на игровой консоли Sony PlayStation 4. 9 сентября 2021 года был анонсирован выход игры на PlayStation 5 и PC.
В четвёртой части серии, главные герои охотятся за сокровищами пирата Генри Эвери, которые он добыл при захвате корабля «Ганг-и-Савай». Поиски сокровищ приводят их в Либерталию, мифическую пиратскую колонию. В сюжете уделено большое внимание личным взаимоотношениям героев, а также в игре присутствуют флешбэки, рассказывающие о прошлом Нейтана Дрейка.

Слоган игры: 
У каждого сокровища своя цена.

## Игровой процесс

Интерфейс игры

Uncharted 4: A Thief’s End — приключенческий экшен от третьего лица с элементами трёхмерного платформера. На протяжении большей части игры под управлением игрока находится один персонаж — Нейтан Дрейк. В 5-й главе «Гектор Алькасар» и в Эпилоге, игрок управляет Сэмом Дрейком и Кэсси Дрейк соответственно. При перемещении по уровню Дрейк может прыгать, цепляться за выступы, плавать, использовать лестницы, хвататься за верёвки и раскачиваться на них и выполнять другие акробатические приёмы. В арсенале Нейта появилась верёвка с крюком, при помощи которой, зацепившись можно преодолевать большие пропасти и подтягивать к себе различные объекты, а также специальный крюк, позволяющий забираться по высоким скалам в определённых местах. В ходе своего путешествия Дрейк ведёт дневник, в котором хранятся найденные письма и содержатся подсказки к головоломкам.
Как и прежде герой может одновременно с собой носить ограниченное количество огнестрельного оружия и боеприпасов к ним. Один пистолет и один автомат или винтовку, а также до четырёх гранат или динамитных шашек. Во время боя Нейт может использовать укрытия и вести огонь прицельно или вслепую. В игре осталась возможность бесшумного убийства врагов, а сама стелс-механика была существенно усовершенствована. Появилась возможность прятаться в высокой траве, а также помечать врагов. В игре присутствуют QTE-моменты.
Как и предыдущие части из серии Uncharted, A Thief’s End является линейной игрой, однако возросшие в несколько раз локации добавляют в игру момент исследования. Так в главе «Двенадцать башен» для передвижения по обширной карте, Дрейк использует внедорожник, а в главе «В море» — катер. Дрейк может в любой момент покинуть транспортное средство для более подробного изучения интересующего объекта.
Искусственный интеллект врагов является развитием ИИ из прошлого проекта Naughty Dog, The Last of Us. Враги теперь в состоянии реагировать на действия игрока более отзывчиво, координировать тактику, и сотрудничать друг с другом. Спутники Дрейка, в количестве от одного до трёх, также управляются искусственным интеллектом и помогают Нейту в боевых ситуациях, хотя игрок и не может непосредственно ими командовать. В определённые моменты игры появляются возможности активировать диалоги со спутниками, по аналогии с The Last of Us.

## Сюжет

### Персонажи
Главным героем игры, как и в предыдущих частях, является охотник за сокровищами Нейтан Дрейк. В приключениях его сопровождают лучший друг и наставник Виктор «Салли» Салливан, журналистка и жена Нейтана Елена Фишер, и его старший брат Сэмюэл «Сэм» Дрейк, которого Нейтан считал погибшим на протяжении 15 лет. Главным антагонистом игры является Рэйф Адлер, который 15 лет назад вместе с братьями Дрейками предпринял неудачную попытку по поиску сокровищ Генри Эвери. Унаследовав компанию своего отца, Рэйф для поисков сокровищ и защиты от конкурентов нанял частную военную организацию «Шорлайн» во главе которой стоит Надин Росс.

### История
Действие пролога разворачивается за 15 лет до основных событий игры, а также до событий первой части серии. Нейтан Дрейк (Нолан Норт) находится со своим братом Сэмом (Трой Бейкер) и сообщником Рэйфом Адлером (Уоррен Коул) в панамской тюрьме. Они подкупают начальника охраны Варгаса (Хемки Мадера), чтобы тот позволил им исследовать заброшенную камеру, находящуюся в разрушенной башне на территории тюрьмы. В камере Нейт находит крест Святого Дисмаса, в полости которого, по мнению героев, должна находиться карта с указанием местонахождения сокровищ Генри Эвери, однако крест был сломан, а карта в нём отсутствовала. Сэм предлагает продолжить поиски сокровищ в Шотландии, где расположен собор Святого Дисмаса и где теряется след Эвери. Варгас, узнав о планах героев по поиску сокровищ, требует от них включить его в долю, однако Рэйф убивает его и героям приходится бежать. Во время побега охранники открывают огонь на поражение и попадают в Сэма, после чего тот срывается с крыши здания. Рэйф убеждает Нейта, что его брат погиб и ему уже ничем не помочь. Нейт нехотя соглашается, и они вдвоём сбегают из тюрьмы.
С тех пор проходит 15 лет (и три года после событий Uncharted 3): завязав с охотой за сокровищами, Нейтан Дрейк работает водолазом в частной поисково-спасательной компании «Джеймсон Марин» в Новом Орлеане и живёт тихой семейной жизнью с Еленой Фишер (Эмили Роуз). Однажды утром к нему в офис приходит Сэм, который выжил после ранения и был снова отправлен в тюрьму за убийство Варгаса. По словам Сэма, оказаться на свободе он смог благодаря наркобарону Гектору Алькасару (Робин Аткин Даунс), с которым просидел последний год в одной камере. После побега Алькасар дал Сэму три месяца на поиски сокровищ, пригрозив ему убийством. Также Сэм выяснил, что через три дня в поместье Росси в Италии состоится нелегальный аукцион, на котором одним из лотов будет ещё один крест Святого Дисмаса, на этот раз целый. Нейт отправляется с братом в Италию, сообщив Елене, что согласился на работу в Малайзии, на которую его долго уговаривал Джеймсон (Брэндон Скотт), работодатель Нейтана.
Попасть на аукцион братья смогли благодаря помощи Виктора Салливана (Ричард Макгонагл), который оказался знаком с организатором мероприятия. На месте выясняется, что порядок лотов был изменён и крест Дисмаса будет выставлен буквально через несколько минут. Герои решают совершить диверсию, отключив электроэнергию, и, воспользовавшись неразберихой, похитить крест. Однако в их планы вмешивается Рэйф, который все эти годы не оставлял попыток найти сокровища Эвери. Унаследовав компанию своего отца, став очень богатым и влиятельным человеком, Рэйф нанимает Надин Росс (Лора Бэйли) и её армию из частной военной компании «Шорлайн» для поисков сокровищ. После похищения креста за героями начинается охота, однако им удаётся покинуть поместье и скрыться от преследования.
Внутри креста обнаруживается карта, согласно которой, следующая подсказка находится не в соборе Святого Дисмаса, а на кладбище недалеко от него. В шотландских горах, Нейт и Сэм находят ещё одну подсказку, которая указывает на Кингсбей, Мадагаскар. В это же время Нейтан начал подозревать, что Эвери вербовал других пиратов с какой-то целью.
На Мадагаскаре выясняется, что Генри Эвери, Томас Тью и ещё десять других пиратов объединили свои сокровища в один общий клад. Решив одну из головоломок, Нейтан понимает, где нужно его искать. Оторвавшись в очередной раз от преследования Рэйфа и его людей, Нейт с Сэмом рассказывают Салли легенду о Либерталии, мифической пиратской колонии, основателями которой стал Эвери и другие капитаны, и судя по найденным уликам, в Либерталии и находится их клад. В отеле герои неожиданно встречают Елену. Она злится на Нейтана за то, что он обманывал её про работу в Малайзии и никогда не рассказывал ей о своём брате. Оправдываясь, Нейт уверяет Елену, что на этот раз им движет не жажда приключений, а необходимость спасти жизнь Сэму. После ссоры Елена уходит и Нейт, в порыве гнева ссорится и с Салли, после чего решает продолжить поиски Либерталии с Сэмом.
По рассчитанным координатам Нейт и Сэм отправляются на остров, где, предположительно, находится Либерталия, но их настигают наёмники Надин Росс. В ходе погони катер героев попадает в кораблекрушение, а самого Нейта выбрасывает на берег. Встретившись с Сэмом, братья отыскивают Либерталию, где они находят следы боевых действий между основателями и колонистами. Оказывается, пираты заманивали колонистов на остров рассказами о Либерталии и отбирали у них всё золото. В здании казначейства Дрейки узнают, что для защиты золота основатели перевезли его в город Новый Девон на другой стороне острова. По пути в город герои попадают в плен. Рэйф рассказывает Нейтану, что это он вызволил Сэма из тюрьмы, для того чтобы тот помог найти золото Эвери, а Гектор Алькасар был застрелен полгода назад в Аргентине. Посчитав, что Нейтан Дрейк ему больше не нужен, Рэйф стреляет в него, но на пути выстрела встаёт Сэм и получает ранение в плечо, а Нейтан падает со скалы. Внизу его находит Елена, которая прибыла на остров вместе с Салли.
Нейт рассказывает Елене всю правду о себе: в детстве он сбежал из приюта, и вместе с братом они пытались похитить из одного особняка имущество, некогда принадлежавшее их матери, но были пойманы Эвелин (Мерл Дэндридж), хозяйкой дома. Узнав, кто они такие, Эвелин рассказала, что их мать, Кассандра Морган, была историком, которая работала на неё и специализировалась на историях об известных пиратах, Генри Эвери и Фрэнсисе Дрейке. Она отдаёт дневники Кассандры и внезапно умирает от приступа. Испугавшись, братья сбегают из особняка, так как ранее Эвелин успела вызвать полицию. Сэм (Чейз Остин) предлагает Нейту (Бритен Далтон) продолжить работу матери и поменять свои настоящие фамилии Морган на Дрейк, чтобы избежать проблем с законом. Так Сэм и Нейт стали охотниками за сокровищами.
Елена и Нейтан направляются в Новый Девон, чтобы вызволить Сэма из плена. Там обнаруживается, что Тью с Эвери отравили других основателей Либерталии и попытались увезти все золото с острова на корабле Эвери. Герои находят Сэма и уговаривают его покинуть остров, однако, воспользовавшись подходящим моментом, Сэм сбегает и отправляется за сокровищами. Нейт снова решает его спасти.
Нейтан проникает в пещеру, где находится корабль Эвери. В это время между Надин и Рэйфом происходит конфликт. Потеряв бо́льшую часть своих людей от ловушек Эвери, она собирается покинуть остров с несколькими ящиками с золотом, но Рэйф не желает довольствоваться малым. На корабле, набитом золотом, срабатывают ловушки, установленные Эвери, и начинается пожар. Нейт обнаруживает брата, придавленного балкой в трюме корабля, там же находятся Рэйф и Надин. Она разоружает вначале Нейтана, а затем и Рэйфа. Указывая на лежащие рядом трупы, убивших друг друга Эвери и Тью, которые также были одержимы сокровищами, Надин запирает героев в трюме и сбегает. В финальном бою Нейт побеждает Рэйфа, освобождает брата, и они вместе покидают разрушающуюся пещеру. Нейт и Елена возвращаются домой, а Сэм и Салли решают работать вместе.
Через несколько дней Джеймсон объявляет Нейту, что он продал свою компанию и Нейт является её новым владельцем. Елена объясняет ему, что Сэму удалось прихватить несколько драгоценностей из Либерталии и, благодаря этой покупке, Нейт сможет вести легальный бизнес, а Елена возродить свою телепередачу. Первым проектом станет та самая работа в Малайзии, о которой говорил Джеймсон.
Несколько лет спустя Нейтан Дрейк действительно завязал с охотой за сокровищами и вместе с Еленой и дочерью Кэсси (Кейтлин Дивер) живёт в доме на берегу океана. Когда Кэсси находит артефакты из былых приключений Нейта, он решает рассказать ей о своём прошлом, начиная с пересказа событий Uncharted: Drake’s Fortune.

## Разработка
14 ноября 2013 года был показан тизер новой части Uncharted, разрабатываемой эксклюзивно для PS4, при этом в тизере не было подзаголовка «A Thief’s End» и цифры «4».
В конце марта 2014 года Naughty Dog покидают Эми Хенниг, занимавшая должность креативного директора и главного сценариста серии игр Uncharted, а также Джастин Ричмонд, являвшийся техническим директором серии.
Во второй половине апреля 2014 года из студии уходит креативный директор Uncharted 4, Нейт Уэллс.
2 июня 2014 года во время интервью Game Informer со-президент Naughty Dog Эван Уэллс заявил, что за разработку игры теперь отвечают геймдизайнеры Uncharted 2: Among Thieves и The Last of Us Нил Дракманн и Брюс Стрэли.
10 июня 2014 года во время пресс конференции Sony на E3 2014 был показан трейлер игры, где к основному названию была добавлена приставка «A Thief’s End». В начале видео говорится, что происходящее было записано напрямую с PlayStation 4.
6 декабря 2014 года на конференции PlayStation Experience, было впервые продемонстрировано геймплейное видео.
16 июня 2015 года на конференции E3 2015, было продемонстрировано новое геймплейное видео.
31 августа 2015 года Sony анонсировала варианты изданий игры и назначила дату релиза на 18 марта 2016 года. Также стало известно что впервые в серии, игра получит сюжетное дополнение. В декабре 2015 года, было объявлено о переносе релиза игры на 26 апреля 2016 года.
С 4 по 13 декабря 2015 года студия провела открытое бета-тестирование мультиплеера игры среди владельцев сборника Uncharted: The Nathan Drake Collection.
24 февраля 2016 года студия Naughty Dog выпустила новый трейлер к игре. Помимо прочего, в трейлере присутствует картина на которой изображён скалистый морской берег с лежащей на нём разбитой лодкой. Данное изображение является копией концепт-арта к игре Assassin’s Creed IV: Black Flag. Студия Ubisoft обвинила разработчиков Uncharted 4 в плагиате. Naughty Dog признала ошибку и внесла изменения в трейлер.
1 марта 2016 года, студия снова передвинула дату релиза, с 26 апреля на 10 мая 2016 года.
С 4 по 7 марта 2016 года Naughty Dog провела ещё одно открытое бета-тестирование многопользовательского режима. На этот раз доступ к бета-версии получили все владельцы PS4. Для тестирования игрокам был доступен один режим «Командная схватка» и три карты.
19 марта 2016 года студия Naughty Dog объявила о завершении разработки игры и отправке её «на золото».
4 декабря 2016 года на мероприятии PlayStation Experience 2016 состоялся анонс спин-оффа игры, Uncharted: The Lost Legacy, где главными героями являются Хлоя Фрейзер и Надин Росс.

## Саундтрек
Саундтрек к Uncharted 4: A Thief’s End был написан британским композитором Генри Джекманом, известным по работам над такими фильмами как Люди Икс: Первый класс, Капитан Филлипс, Первый мститель: Другая война, Kingsman: Секретная служба и др. Uncharted 4 стал для Джекмана вторым проектом в индустрии компьютерных игр (после работы над Just Cause 3). Выпущен саундтрек был 10 мая 2016 года в день релиза игры.
Список треков
| №                   | Название                    | Длительность |
| ------------------- | --------------------------- | ------------ |
| 1.                  | «A Thief’s End»             | 1:54         |
| 2.                  | «A Normal Life»             | 1:17         |
| 3.                  | «Lure of Adventure»         | 2:54         |
| 4.                  | «Cut to the Chase»          | 3:09         |
| 5.                  | «Reunited»                  | 2:52         |
| 6.                  | «Once a Thief…»             | 2:13         |
| 7.                  | «The Grave of Henry Avery»  | 3:13         |
| 8.                  | «Those Who Prove Worthy»    | 2:56         |
| 9.                  | «The Twelve Towers»         | 3:59         |
| 10.                 | «Hidden in Plain Sight»     | 2:23         |
| 11.                 | «At Sea»                    | 3:38         |
| 12.                 | «Marooned»                  | 3:44         |
| 13.                 | «Meet Me in Paradise»       | 2:05         |
| 14.                 | «The Thieves of Libertalia» | 2:17         |
| 15.                 | «Sic Parvis Magna»          | 2:51         |
| 16.                 | «The Brothers Drake»        | 1:55         |
| 17.                 | «Race to Libertalia»        | 3:12         |
| 18.                 | «For Better or Worse»       | 2:04         |
| 19.                 | «New Devon»                 | 4:03         |
| 20.                 | «Avery’s Descent»           | 2:27         |
| 21.                 | «No Escape»                 | 3:51         |
| 22.                 | «Brother’s Keeper»          | 3:59         |
| 23.                 | «One Last Time»             | 4:11         |
| 24.                 | «Epilogue»                  | 3:17         |
| Общая длительность: | Общая длительность:         | 1:10:24      |

## Релиз и продажи
Выход игры состоялся 10 мая 2016 года, одновременно во всём мире. Игра доступна в трёх вариантах изданий помимо стандартного. Special Edition, Libertalia Collector’s Edition и цифровом Digital Standard Edition.
Всего за неделю с релиза игра продалась по всему миру в количестве в 2,7 млн копий и стала самой быстро продаваемой игрой в истории серии. В мае Uncharted 4 возглавил чарт продаж видеоигр на территории США и Великобритании. На 21 декабря 2016 года игра продалась по всему миру в количестве более 8,7 млн копий, что делает её самой продаваемой игрой в истории студии.

## Отзывы и награды
| Сводный рейтинг       | Сводный рейтинг |
| Агрегатор             | Оценка          |
| --------------------- | --------------- |
| GameRankings          | 92,71 %         |
| Metacritic            | 93/100          |
| Иноязычные издания    |                 |
| Издание               | Оценка          |
| Destructoid           | 9,5/10          |
| EGM                   | 9/10            |
| Eurogamer             | рекомендовано   |
| Game Informer         | 9,5/10          |
| GameSpot              | 10/10           |
| GamesRadar+           | [ 40 ]          |
| IGN                   | 9/10            |
| Polygon               | 9/10            |
| VideoGamer            | 8/10            |
| Русскоязычные издания |                 |
| Издание               | Оценка          |
| 3DNews                | 10/10           |
| «IGN Россия»          | 9/10            |
| PlayGround.ru         | 10/10           |
| Riot Pixels           | 85/100          |
| StopGame.ru           | Изумительно     |
| «Игромания»           | 10/10           |
| «Игры Mail.ru»        | 10/10           |
| «Канобу»              | 9/10            |
| «НИМ»                 | 9,6/10          |
| Shazoo                | 10/10           |
| Gameguru.ru           | 9,5/10          |

По итогам выставки E3 2015 Uncharted 4 был признан лучшей консольной игрой, лучшей приключенческой игрой, а также получил специальный приз за графику.
5 мая 2016 года компания Sony сняла эмбарго на публикацию обзоров. Игра получила высокие оценки и восторженные отзывы от СМИ, освещающих игровую индустрию. На сайте-агрегаторе Metacritic.com игра имеет средний балл, равный 93 из 100, основываясь на 112 обзорах, 110 из которых положительные, 1 смешанный и 1 негативный. Единственный отрицательный обзор написали The Washington Post, поставив игре 4 балла из 10. Данный отзыв вызвал недовольство фанатов Uncharted, которые создали петицию на change.org с просьбой к Metacritic не учитывать этот обзор.
В 2016 году игра Uncharted 4 заняла первое место в рейтинге Metacritic, набрав 93 балла из 100.
Русскоязычные СМИ также оставили положительные отзывы об игре. Такие издания, как 3D News, PlayGround.ru, «Игромания» и др. поставили игре максимальные оценки. По выбору редакции журнала «Игромания» Uncharted 4 стал победителем в номинации «Игра года». Также редакция PlayGround.ru признала Uncharted 4: A Thief’s End лучшей игрой 2016 года, так же как и редакция StopGame.ru.
| Год  | Награда                       | Категория                                                       | Номинант                          | Результат |
| ---- | ----------------------------- | --------------------------------------------------------------- | --------------------------------- | --------- |
| 2015 | Game Critics Awards           | Лучшая игра выставки                                            | Uncharted 4: A Thief’s End        | Номинация |
| 2015 | Game Critics Awards           | Лучшая консольная игра                                          | Uncharted 4: A Thief’s End        | Победа    |
| 2015 | Game Critics Awards           | Лучший приключенческий экшен                                    | Uncharted 4: A Thief’s End        | Победа    |
| 2015 | The Game Awards               | Самая ожидаемая игра                                            | Uncharted 4: A Thief’s End        | Номинация |
| 2016 | Golden Joystick Awards        | Лучшее повествование                                            | Uncharted 4: A Thief’s End        | Номинация |
| 2016 | Golden Joystick Awards        | Лучший дизайн                                                   | Uncharted 4: A Thief’s End        | Номинация |
| 2016 | Golden Joystick Awards        | Лучший звук                                                     | Uncharted 4: A Thief’s End        | Номинация |
| 2016 | Golden Joystick Awards        | Лучший игровой момент                                           | Uncharted 4: A Thief’s End        | Номинация |
| 2016 | Golden Joystick Awards        | Студия года                                                     | Naughty Dog                       | Номинация |
| 2016 | Golden Joystick Awards        | Игра года                                                       | Uncharted 4: A Thief’s End        | Номинация |
| 2016 | Golden Joystick Awards        | Лучшая актёрская игра                                           | Нолан Норт за роль Нейтана Дрейка | Номинация |
| 2016 | Golden Joystick Awards        | Игра года для PlayStation                                       | Uncharted 4: A Thief’s End        | Победа    |
| 2016 | The Game Awards               | Игра года                                                       | Uncharted 4: A Thief’s End        | Номинация |
| 2016 | The Game Awards               | Лучшая студия                                                   | Naughty Dog                       | Номинация |
| 2016 | The Game Awards               | Лучшее повествование                                            | Uncharted 4: A Thief’s End        | Победа    |
| 2016 | The Game Awards               | Лучшая актёрская игра                                           | Эмили Роуз за роль Елены Фишер    | Номинация |
| 2016 | The Game Awards               | Лучшая актёрская игра                                           | Нолан Норт за роль Нейтана Дрейка | Победа    |
| 2016 | The Game Awards               | Лучшая актёрская игра                                           | Трой Бейкер за роль Сэма Дрейка   | Номинация |
| 2016 | The Game Awards               | Лучший приключенческий экшен                                    | Uncharted 4: A Thief’s End        | Номинация |
| 2016 | The Game Awards               | Лучший визуальный стиль                                         | Uncharted 4: A Thief’s End        | Номинация |
| 2017 | D.I.C.E. Awards               | Игра года                                                       | Uncharted 4: A Thief’s End        | Номинация |
| 2017 | D.I.C.E. Awards               | Выдающиеся достижения в области режиссуры                       | Uncharted 4: A Thief’s End        | Номинация |
| 2017 | D.I.C.E. Awards               | Выдающиеся достижения в области гейм-дизайна                    | Uncharted 4: A Thief’s End        | Номинация |
| 2017 | D.I.C.E. Awards               | Выдающиеся технические достижения                               | Uncharted 4: A Thief’s End        | Победа    |
| 2017 | D.I.C.E. Awards               | Выдающиеся достижения в области сценария                        | Uncharted 4: A Thief’s End        | Победа    |
| 2017 | D.I.C.E. Awards               | Выдающиеся достижения в области звукового дизайна               | Uncharted 4: A Thief’s End        | Номинация |
| 2017 | D.I.C.E. Awards               | Выдающиеся достижения в области анимации                        | Uncharted 4: A Thief’s End        | Победа    |
| 2017 | D.I.C.E. Awards               | Выдающиеся художественные достижения                            | Uncharted 4: A Thief’s End        | Номинация |
| 2017 | D.I.C.E. Awards               | Выдающиеся достижения в области персонажей                      | Uncharted 4: A Thief’s End        | Номинация |
| 2017 | D.I.C.E. Awards               | Приключенческая игра года                                       | Uncharted 4: A Thief’s End        | Победа    |
| 2017 | Game Developers Choice Awards | Игра года                                                       | Uncharted 4: A Thief’s End        | Номинация |
| 2017 | Game Developers Choice Awards | Лучшее повествование                                            | Uncharted 4: A Thief’s End        | Номинация |
| 2017 | Game Developers Choice Awards | Лучшие технологии                                               | Uncharted 4: A Thief’s End        | Победа    |
| 2017 | Game Developers Choice Awards | Лучший визуальный стиль                                         | Uncharted 4: A Thief’s End        | Номинация |
| 2017 | SXSW Gaming Awards            | Игра года                                                       | Uncharted 4: A Thief’s End        | Победа    |
| 2017 | SXSW Gaming Awards            | Лучшее повествование                                            | Uncharted 4: A Thief’s End        | Победа    |
| 2017 | SXSW Gaming Awards            | Самый запоминающийся персонаж                                   | Нейтан Дрейк                      | Победа    |
| 2017 | SXSW Gaming Awards            | Лучшая анимация                                                 | Uncharted 4: A Thief’s End        | Победа    |
| 2017 | SXSW Gaming Awards            | Выдающиеся визуальные достижения                                | Uncharted 4: A Thief’s End        | Победа    |
| 2017 | SXSW Gaming Awards            | Лучший дизайн                                                   | Uncharted 4: A Thief’s End        | Номинация |
| 2017 | SXSW Gaming Awards            | Лучший звук                                                     | Uncharted 4: A Thief’s End        | Номинация |
| 2017 | SXSW Gaming Awards            | Выдающиеся технические достижения                               | Uncharted 4: A Thief’s End        | Номинация |
| 2017 | Энни                          | Выдающиеся достижения в области анимации персонажей в видеоигре | Uncharted 4: A Thief’s End        | Победа    |
| 2017 | BAFTA                         | Художественные достижения                                       | Uncharted 4: A Thief’s End        | Номинация |
| 2017 | BAFTA                         | Звуковые достижения                                             | Uncharted 4: A Thief’s End        | Номинация |
| 2017 | BAFTA                         | Лучшая игра                                                     | Uncharted 4: A Thief’s End        | Победа    |
| 2017 | BAFTA                         | Лучшая музыка                                                   | Uncharted 4: A Thief’s End        | Номинация |
| 2017 | BAFTA                         | Лучшее повествование                                            | Uncharted 4: A Thief’s End        | Номинация |
| 2017 | BAFTA                         | Лучшая актёрская игра                                           | Эмили Роуз за роль Елены Фишер    | Номинация |
| 2017 | BAFTA                         | Лучшая актёрская игра                                           | Нолан Норт за роль Нейтана Дрейка | Номинация |
| 2017 | BAFTA                         | Лучшая актёрская игра                                           | Трой Бейкер за роль Сэма Дрейка   | Номинация |

### Комментарии
1. ↑  В русской локализации встречаются два варианта использования его имени — Натан и Нейтан
2. ↑  В русской локализации также встречается вариант «Боевой патруль»